# Liste der Universitäten in Ecuador

Übersichtskarte Ecuador

Dies ist eine Liste der Universitäten in Ecuador.
In Ecuador gibt es zahlreiche Hochschuleinrichtungen, darunter sind ca. 61 Universitäten (Universidades) und zahlreiche (Poly-)technische Hochschulen (Escuelas Technológicas beziehungsweise Politécnicas). In der Regel werden die Hochschulen autonom verwaltet und stehen jeweils zur Hälfte unter staatlicher oder privater Trägerschaft. Das Studiensystem gliedert sich seither in die zwei Studienstufen „Pregrado“ (grundständiges Studium) und „Posgrado“ (weiterführendes Studium).

## Übersicht
- Anden-Universität Simón Bolívar (Universidad Andina Simón Bolívar)
- Autonome Regionaluniversität der Anden (Universidad Regional Autónoma de los Andes)
- Heilig-Geist-Universität Guayaquil (Universidad Espíritu Santo)
- Iboamerikanische Universität von Ecuador (Universidad Iberoamericana del Ecuador)
- Indoamerikanische Technologische Universität, Ambat (Universidad Tecnológica Indoamérica)
- Institut für fortgeschrittene nationale Studien (Instituto de Altos Estudios Nacionales)
- Interamerikanische Universität Ecuador (Universidad Interamericana del Ecuador)
- Internationale Universität von Ecuador (Universidad Internacional del Ecuador)
- Katholische Universität von Cuenca (Universidad Catolica de Cuenca)
- Katholische Universität von Santiago de Guayaquil (Universidad Católica Santiago de Guayaquil)
- Metropoluniversität in Ecuador (Universidad Metropolitana (Ecuador))
- Nationale Polytechnische Schule (Escuela Politécnica Nacional)
- Nationale Universität Chimborazo (Universidad Nacional de Chimborazo)
- Nationale Universität Loja (Universidad Nacional de Loja)
- Panamerikanische Universität Cuenca (Universidad Panamericana de Cuenca)
- Päpstliche Katholische Universität von Ecuador (Pontificia Universidad Católica del Ecuador)
- Privatuniversität San Gregorio de Portoviejo (Universidad Particular San Gregorio de Portoviejo)
- Polytechnische Universität ESPOL (Escuela Superior Politécnica del Litoral)
- Polytechnische Militäruniversität (Escuela Politécnica del Ejército)
- Polytechnische Universität der Salesianer (Universidad Politécnica Salesiana)
- Santa-Maria-Universität (Universidad Santa María (Ecuador))
- SEK Universität (Universidad Internacional SEK)
- Staatliche Amazonas-Universität (Universidad Estatal Amazónica)
- Staatliche Universität Bolívar, Guaranda (Universidad Estatal de Bolívar)
- Staatliche Universität Sur de Manabi (Universidad Estatal del Sur de Manabi)
- Staatliche Polytechnische Universität Carchi (Universidad Politecnica Estatal del Carchi)
- Technische Universität Babahoyo (Universidad Tecnica de Babahoyo)
- Staatliche Universität Santa Elena Peninsula (Universidad Estatal Península de Santa Elena)
- Technische Universität Ambato (Universidad Técnica de Ambato)
- Technische Universität Cotopaxi, Latacunga (Universidad Técnica de Cotopaxi)
- Technische Universität Jose Peralta (Universidad Tecnica Jose Peralta)
- Technische Universität Luis Vargas Torres (Universidad Tecnica Luis Vargas Torres)
- Technische Universität Machala (Universidad Tecnica de Machala)
- Technische Universität Manabí (Universidad Técnica de Manabí)
- Technische Universität des Nordens, Ibarra (Universidad Técnica del Norte)
- Technische Universität Loya (Universidad Técnica Particular de Loja)
- Technische Staatliche Universität Quevedo (Universidad Técnica Estatal de Quevedo)
- Technologische Schule von Chimborazo, Riobamba (Escuela Superior Politecnica de Chimborazo)
- Technologische Universität Equinox, Quito (Universidad Tecnológica Equinoccial)
- Universidad Intercultural de las Nacionalidades y Pueblos Indígenas Amawtay Wasi
- Universität für Agrikultur (Universidad Agraria del Ecuador)
- Universität von Amerika (Universidad de las Americas)
- Universität Azuay (Universidad del Azuay)
- Universität Casa Grande  (Universidad Casa Grande)
- Universität Cuenca (Universidad de Cuenca)
- Universität Estatal de Milagro (Universidad Estatal de Milagro)
- Universität Laica Vicente Rocafuerte Guayaquil (Universidad Laica Vicente Rocafuerte de Guayaquil)
- Universität Guayaquil (Universidad de Guayaquil)
- Universität der Hemisphären (Universidad de Los Hemisferios)
- Universität Otavalo (Universidad de Otavalo)
- Universität San Francisco de Quito (Universidad San Francisco de Quito)
- Universität für Technologie Ecotec (Universidad Tecnológica Ecotec)
- Universität der Technologien San Antonio de Machala (Universidad Tecnológica San Antonio de Machala)
- Universität für Tourismus (Universidad de Especialidades Turísticas)
- Universität für Wirtschaft und Technologie Guayaquil (Universidad Tecnológica Empresarial de Guayaquil)
- Zentraluniversität von Ecuador, Quito (Universidad Central del Ecuador)
- Ziviluniversität Eloy Alfaro, Manabí (Universidad Laica Eloy Alfaro de Manabi)
- Ziviluniversität Vicente Rocafuerte, Guayaquil (Universidad Laica Vicente Rocafuerte de Guayaquil)